# 洛克人X2 吸魂者
《洛克人X2 吸魂者》是洛克人X系列的第二部外傳故事，2001年7月19日發表於Game Boy Color上的專用動作遊戲。

## 概要
前作《洛克人X 幻電任務》的續集，同為Game Boy Color專用的遊戲，將前作系統與《洛克人X2》的系統延伸，再加入《洛克人X》與《洛克人X3》的要素與頭目組合後所製作的移植型外傳作品。
本作修正了前作的缺失，引進了一些新的系統，如系列作首創的即時換人模式、改進版的中途儲存裝置、零件系統等，使遊玩性大增。

## 故事
某日發生了雷普利機器人們的程式突然消失的大規模事件，這些雷普利機器人彷彿就像是失了魂一樣，如同廢鐵般動彈不得，尤其是在位發生在南洋之島「拉格斯島」的情況最為嚴重，艾克斯、傑洛與在非正規獵人總部中擔任實習生的愛麗絲共同展開調查，但卻發現過去打倒的敵人相繼復活的現象。
此時，此事件的主謀貝爾卡娜對艾克斯與傑洛下了挑戰書，兩人便接受了挑戰，來執行奪回雷普利機器人們靈魂的任務。

## 外部連結
- ロックマンX2 ソウルイレイザー - 卡普空官方网站